# Rockfish
Rockfish è un census-designated place (CDP) degli Stati Uniti d'America, situato nello stato della Carolina del Nord, nella contea di Hoke. Secondo il censimento del 2020 gli abitanti di Rockfish ammontavano a 3 383.
La Puppy Creek Plantation di Rockfish nel 1976 è stata inserita nel National Register of Historic Places.